# Hůrky (Libočany)
Hůrky (též Hořejší Hůrky nebo německy Horkau) jsou zaniklá osada, která stávala dva kilometry severozápadně od Libočan v okrese Louny. Zanikla vysídlením po roce 1950.

## Název
Název vesnice byl odvozen ze staročeského slova hórka ve významu malá, často lesem porostlá, hora. V historických pramenech se jméno objevuje ve tvarech: in villa Horek (1405), Horky (1453), in villa Huorky (1460), w Horkach (1544), Horek (1651), Horka (1787), Horkau a Horka (1846) a Hůrky nebo Horkau (1854).

## Historie
První písemná zmínka o vesnici je z roku 1405. Při sčítání lidu v letech 1869–1950 byly Hůrky osadou Libočan. Osada zanikla vysídlením po roce 1950.

## Přírodní poměry
Vesnice stávala v katastrálním území Libočany s rozlohou 5,71, km². Nacházela se na pravé straně řeky Ohře na severovýchodním úpatí nevýrazného návrší Zlatník v nadmořské výšce okolo 220 metrů, asi dva kilometry severozápadně od Libočan a 500 metrů jižně od Stroupče. V geomorfologickém členění Česka stávala v mírně zvlněné krajině Mostecké pánve, v podceku Žatecká pánev a na východním okraji okrsku Novosedelské terasy.

## Obyvatelstvo
Při sčítání lidu v roce 1921 zde žilo 31 obyvatel (z toho 19 mužů), z nichž byli čtyři Čechoslováci a 27 Němců. Všichni byli římskými katolíky. Podle sčítání lidu z roku 1930 měla vesnice 33 obyvatel: osm Čechoslováků a 25 Němců. Opět se všichni hlásili k římskokatolické církvi.
|           | 1869 | 1880 | 1890 | 1900 | 1910 | 1921 | 1930 | 1950 |
| --------- | ---- | ---- | ---- | ---- | ---- | ---- | ---- | ---- |
| Obyvatelé | 40   | 44   | 33   | 42   | 38   | 31   | 33   | 5    |
| Domy      | 6    | 6    | 6    | 6    | 6    | 5    | 7    | 6    |

## Galerie

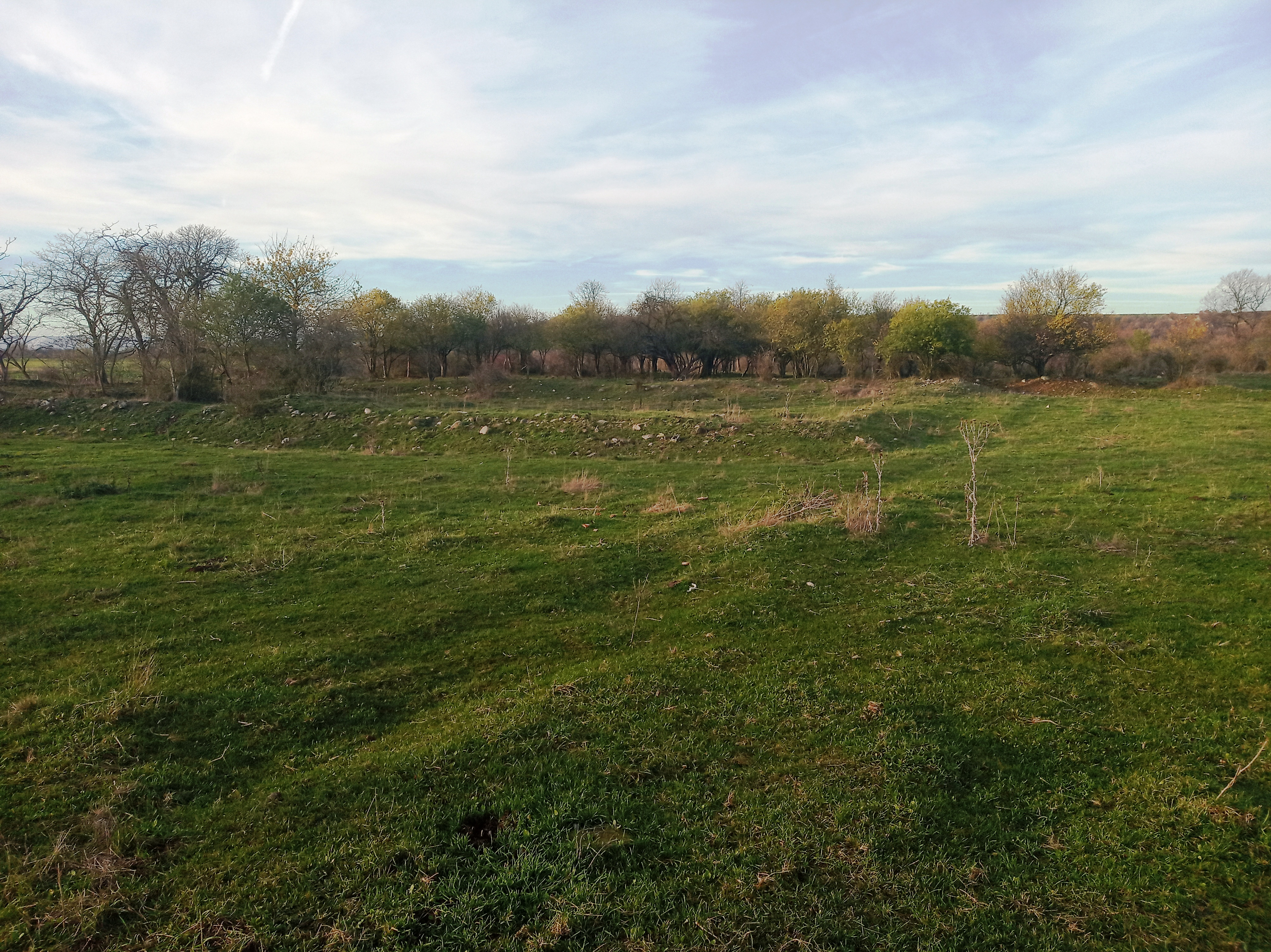
Prostor Hůrek
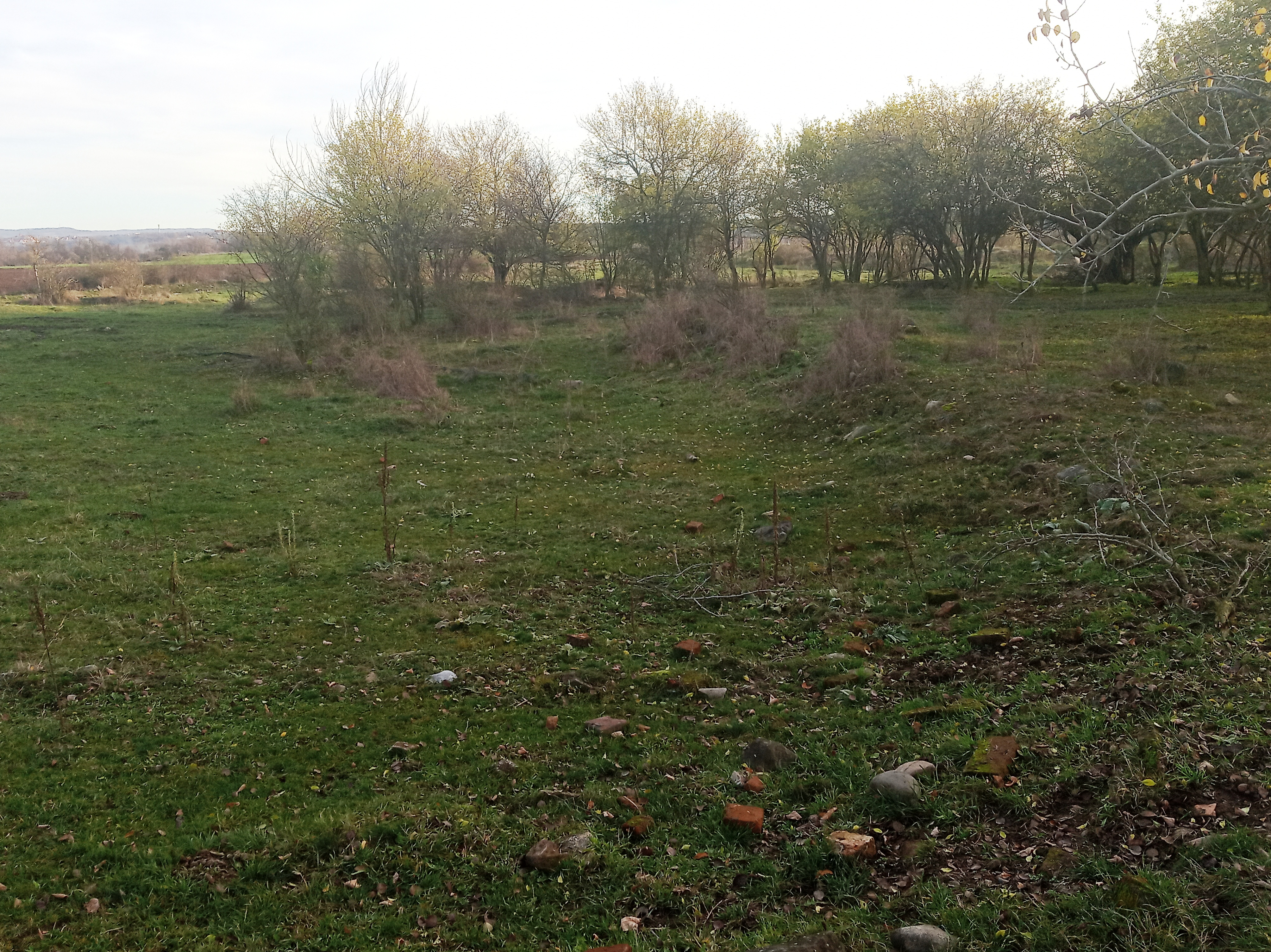
Zbytky Hůrek
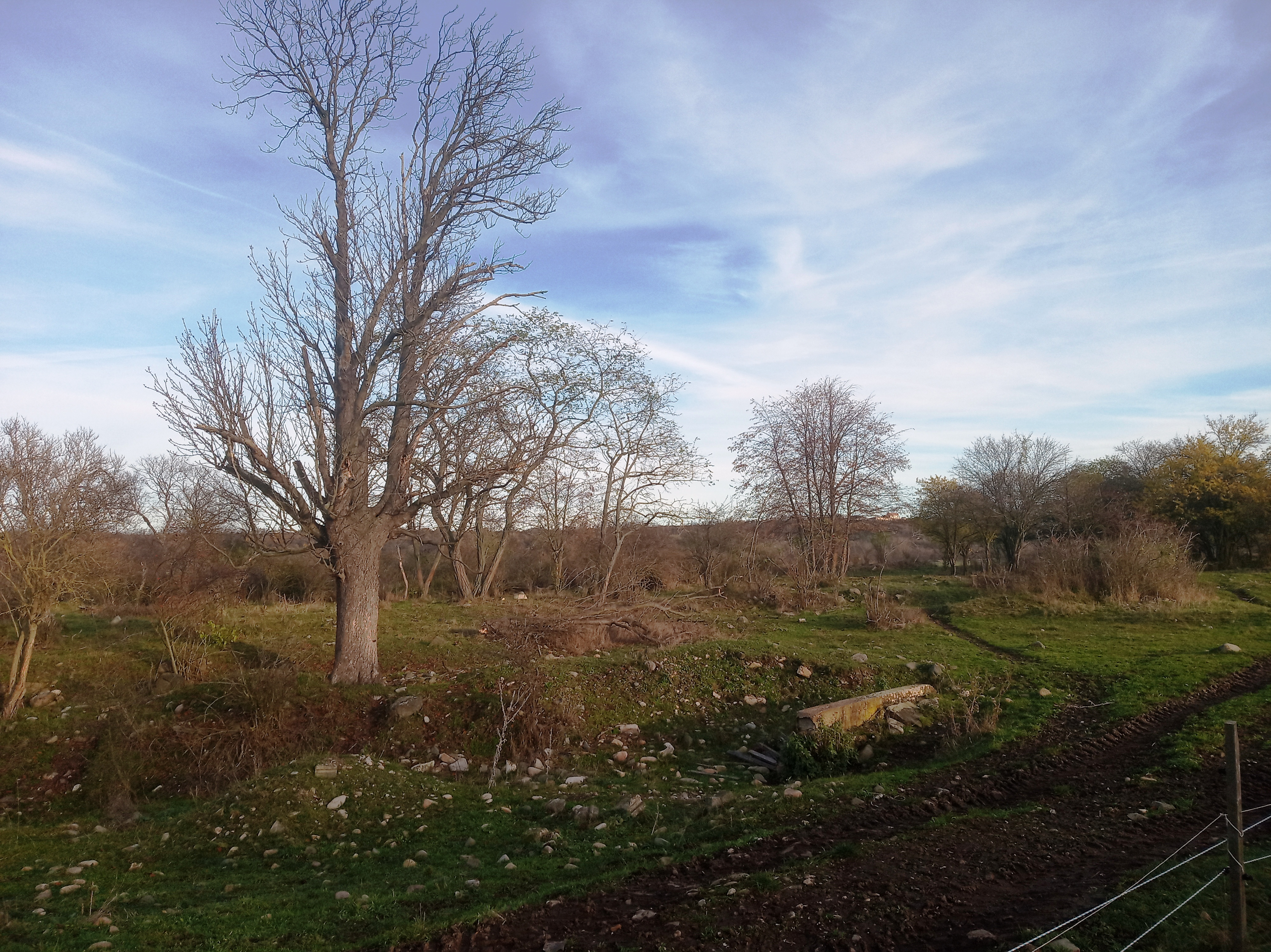
Pozůstatky Hůrek
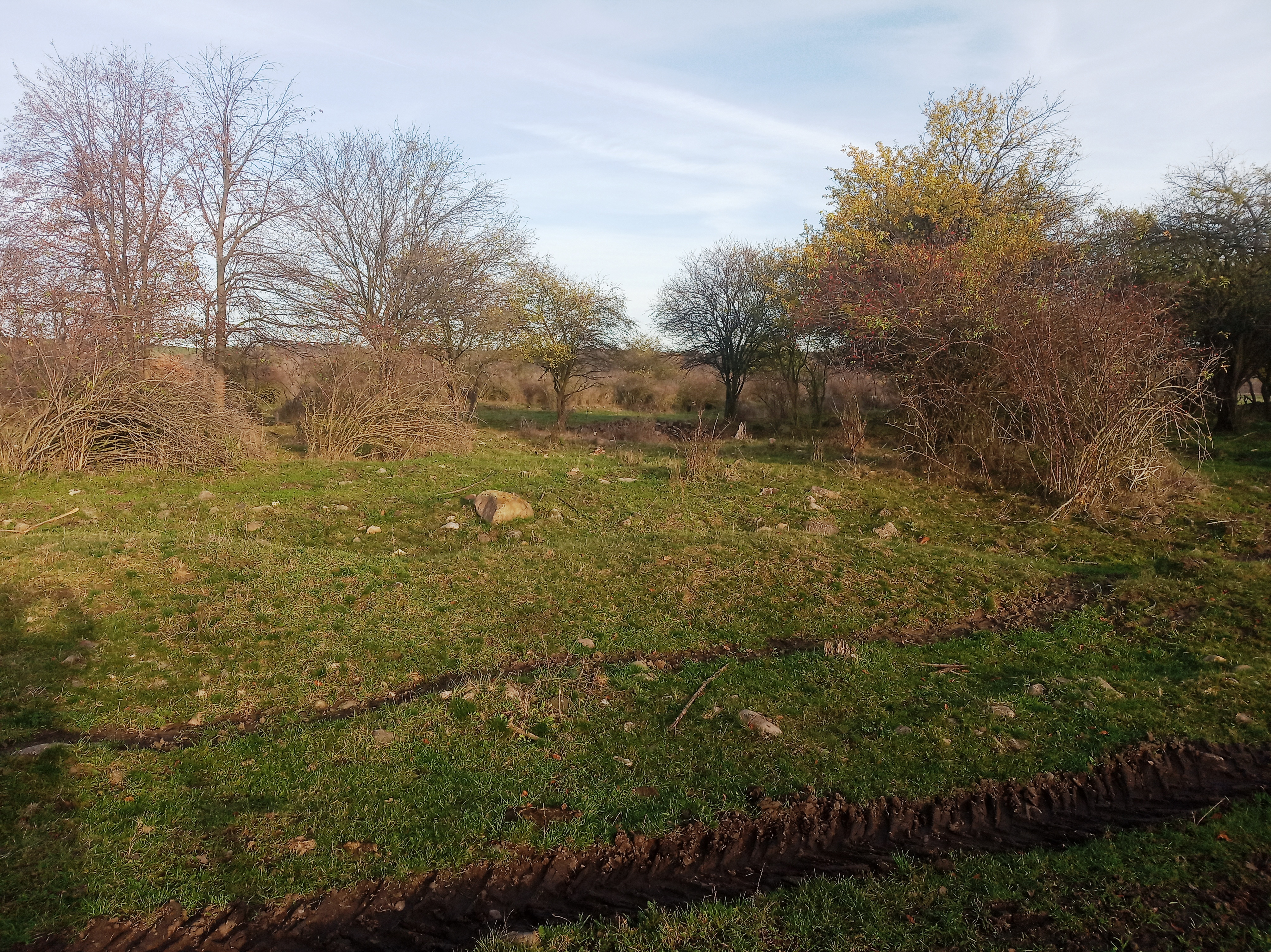
Místo, kde se rozkládaly Hůrky